# Edward Mordake

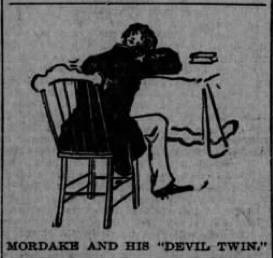
Illustrazione di Mordake su un numero del Boston Sunday Post del 1889

Edward Mordake, è il personaggio di una leggenda metropolitana creato dal poeta Charles Lotin Hildreth. Secondo la leggenda Mordake nacque con una malformazione fisica: un secondo volto posto sulla nuca.

## Biografia
Su di lui scarseggiano le fonti. Si presume appartenesse a una nobile famiglia del periodo Vittoriano, erede della Parìa britannica, e di lui è nota la grande passione per la musica. Divenne famoso verso la fine del XIX secolo, per una sua malformazione fisica: la presenza di un secondo volto posto sulla nuca.
Il volto posteriore, per quanto impossibilitato a mangiare o a parlare ad alta voce, però poteva ridere e piangere, fu talvolta visto atteggiarsi in varie smorfie, interpretate dai contemporanei come dispetti di cattivo gusto, con conseguenti ansie e frustrazioni a scapito di Mordake.
Mordake spesso piangeva per i continui fastidi causatigli dal volto posteriore, il quale, sembrava ridere al percepire di tali pianti.
Col passare degli anni, Mordake arrivò a convenire che la presenza di questo suo secondo volto ne faceva una figura "demoniaca" presente in lui, anche per il fatto che spesso di notte il volto posteriore lo teneva sveglio; per questo Mordake pregò diversi medici che gli si venisse asportata la faccia posteriore, ma nessun medico dei tempi se la sentì di effettuare un'operazione chirurgica del genere.
Ormai rassegnato all'impossibilità di un aiuto medico, Edward Mordake si suicidò all'età di 23 anni.
Si sono avanzate varie ipotesi su come egli si tolse la vita; una prima versione sostiene che si suicidò avvelenandosi, una seconda invece narra che puntò una pistola fra gli occhi del volto posteriore sparandosi.
Prima del suicidio, Mordake lasciò una lettera nella quale richiese che la sua seconda faccia venisse definitivamente rimossa prima di essere sepolto, per paura che essa continuasse a sussurrargli malignità anche nella tomba.

## Primo riferimento al caso
La prima descrizione nota di Mordake si trova in un articolo scritto del Boston Post del 1885, ad opera dello scrittore di fantascienza Charles Lotin Hildreth.
L'articolo trattava, oltre al caso Mordake, anche di altri fenomeni da baraccone come una donna con la coda di pesce, un uomo col corpo di ragno e un altro uomo che invece era per metà granchio. A detta di Hildreth questi casi vennero descritti nelle vecchie relazioni della Royal Scientific Society, ma non è chiaro se questa società sia esistita veramente. L'articolo stesso di Hildret potrebbe essere stato una bufala.

## InAnomalies and Curiosities of Medicine
Nel 1896, l'enciclopedia medica Anomalies and Curiosities of Medicine (Anomalie e curiosità della medicina) menziona il caso di Mordake quando era in vita; anche se l'enciclopedia descrive la morfologia di base della condizione di Mordake, essa non fornisce alcuna diagnosi medica per questa rara deformità. Tale difetto genetico, che Mordake aveva fin dalla nascita, sarebbe riconducibile ad una forma di craniopagus parasiticus (ovvero la presenza della testa di un fratello gemello parassita con il corpo non sviluppato), oppure ad una forma di diprosopia (una duplicazione biforcata cranio-facciale), o forse ancora una forma estrema di gemello parassita (un gemello siamese disuguale).

## Nella cultura di massa
Mordake, negli anni postumi alla sua morte, è stato soggetto di vari testi, giochi e canzoni:
- La descrizione delle condizioni di Mordake è in qualche modo simile a quella di Pasqual Piñón. Sia Mordake che Piñón sono presenti come "2 casi molto speciali" in una lista di "10 persone con arti extra o cifre", pubblicate nel 1976 in The Book of Lists.[5]
- Tom Waits scrisse una canzone su Mordake, dal titolo "Poor Edward", per il suo album Alice (2002).[6]
- La scrittrice spagnola Irene Gracia ha pubblicato nel 2001 un romanzo basato sulla storia di Mordake (Mordake o la condición infam).
- Un film thriller americano, dal titolo Edward Mordrake, è basato sull'omonimo caso.
- Tre episodi della serie American Horror Story sono dedicati a Edward Mordrake, che viene interpretato dall'attore Wes Bentley.
- Viene citato nell'ottavo albo della serie a fumetti Samuel Stern, intitolato "Il secondo girone".